# The Anti-Patiks
The Anti-Patiks es un grup de música punk rock en català format a Terrassa el 2009, dissolt al 2017 després d'un darrer concert a Razzmatazz i reunit de nou el 2022 amb la publicació del disc Mai més res.
Energia, agressivitat i crítica social són alguns dels trets característics del grup que entén el punk rock com un estil de vida: «estar en guerra amb les coses, amb un mateix». En els seus concerts sovint es realitza una acció artística anomenada Espatagó en què es trenquen CD de música pop de grups com Manel o La Pegatina com a crítica satírica al sistema de la industria musical catalana.
El 2022, la publicació de Mai més res va suposar un retorn temporal als escenaris amb un disc amb les habituals lletres àcides en cançons com «Idiotes», «Sense vida» o «Pol·lució» i una portada on hi surten alguns «herois de Catalunya» (Ada Colau, Josep Maria Mainat, Pilar Rahola, Miquel Iceta, Josep Cuní...) amb els ulls tapats.

## Membres
- Oriol «Uri» Puig: veu i guitarra[5][7]
- Marc Escribano: guitarra
- Xavi Escribano: bateria
- Víctor «Vic Duckens» Al-llasit: baix

## Discografia
- Mauthausen Vallès (EP, 2011)
- No estem bé (EP, 2012)
- Frenético / Sempre tindrem problemes (compartit amb Encefálika FM, 2013)
- Milícia del punk rock (Leitmotiv Management, 2014)
- Comptes vells, baralles noves (Propaganda pel fet!, 2015)
- Fent el préssec (senzill, 2015)
- Déu salvi l'Artur Mas (senzill, 2015)
- Només el punk rock em fa Feliç (EP, Propaganda pel fet!, 2016)[8]
- Les pitjors cançons del punk rock català (recopilatori, Tropical Riot Music, 2019)
- Mai més res (Tropical Riot Music, 2022)[9]